# Александър Федотов
Александър Федотов е руски и български филолог, преводач и университетски преподавател, професор в Софийския университет по корейска, монголска и тибетска литература.

## Биография
Роден е в Новосибирск, СССР на 6 март 1956 г. Родителите му са от Санкт Петербург.
През 1979 г. завършва Факултета по ориенталистика на Ленинградския университет, специалност „Монголистика“ и втора специалност „Тибетология“. В 1987 г. придобива научната степен „кандидат на науките“ по източни литератури и култури в Софийския университет „Климент Охридски“, а през 1998 г. става „доктор на науките“ по източни литератури и култури. Специализира и изнася лекции в Република Корея, Китай, Монголия, Индия, Тайланд, Унгария, Румъния и Русия.
От 1981 до 1987 г. е асистент по източни литератури и култури в Софийския университет, в периода 1987 – 1990 г. е главен асистент, а през 1990 – 1999 г. е доцент. От 1999 г. е професор по източни литератури и култури (корейска, тибетска и монголска литература). Създава специалност „Кореистика“ в Софийския университет.
През 1995 – 2001 г. е заместник-декан на Факултета по класически и нови филологии. От 1998 г. е директор на Центъра за източни езици и култури в Софийския университет. Ръководител е на катедра „Езици и култури на Източна Азия“ в периода 2001 – 2006 г., а през 2001 – 2007 г. е заместник-ректор на Софийския университет. От 2003 г. е директор на Центъра по кореистика в Софийския университет, а от 2012 г. е директор на Института „Седжонг“ в София.
От 2002 г. е член на Съвета за висше образование на Република България. В периода 2009 – 2012 г. е председател на Висшата атестационна комисия на Република България.
Превежда от старотибетски, старомонголски, съвременен монголски, хинди, корейски. Член е на световните асоциации по кореистика, монголистика, тибетология и алтаистика.
Областта на научните му изследвания обхваща литературата и културата в областта на кореистиката, тибетологията и монголистиката; източни езици, религии, фолклор на народите от Централна Азия и Далечния Изток. Над 20 негови книги и множество студии и статии са публикувани в повече от 25 държави – България, Великобритания, Индия, Китай, Монголия, Япония, Русия, Чехия, Унгария, Република Корея, Франция, Тайланд, Казахстан, Швейцария, Канада и др.
През 2015 г. получава най-високото отличие на Монголия за чужденци – Ордена на Полярната звезда.
Почива внезапно в София на 30 октомври 2018 г.